# Verset de la lapidation
Dans le Coran, aucun verset ne prévoit la lapidation pour les adultères. Le verset de la lapidation est un verset concernant la lapidation des coupables d’adultère qui aurait, pour certains, appartenu au Coran avant d'en être retiré.
Au maximum pour le Coran actuel, dans certains cas (les fornicateurs), peuvent être prévus 100 coups de fouet. Mais « tous les juristes religieux de l'Islam soutiennent plutôt la punition [la lapidation] pour l'individu adultérin marié ou qui a déjà été marié ». Pour cela, les juristes s’appuient sur ce verset de la lapidation. 
Les hadiths contiennent des exemples de lapidation par Mahomet. Ils peuvent concerner des juifs mais aussi des musulmans, coupables d’adultère et leur chaîne de transmission renvoie généralement directement aux compagnons de Mahomet. Ces récits ont été repris dans de nombreux ouvrages de hadiths comme ceux de Bukhari et Muslim ou des commentaires coraniques comme celui de Tabari.

## Description des différentes versions du verset
Il existe deux versions de ce verset.
Le texte de ce verset est donné par un hadith attribué à Ubay ibn Ka'b, compagnon de Mahomet. Le texte se retrouve dans le Muwatta’ de Malik et à deux reprises dans le Musannaf d’Abd-al-Razzaq sous la forme :

« Si le vieux et la vieille forniquent, lapidez-les absolument, en châtiment de Dieu, et Dieu est puissant et sage. »

Cette première version appartient à un récit concernant la lapidation de deux juifs adultères. Il a été étudié par Alfred-Louis de Prémare. Ce verset concerne soit un verset de la Torah, soit un verset du Coran qui vise uniquement les juifs. Pour Tabari, cette loi, pour les juifs, n’a pas été abrogée et le pouvoir musulman doit soit « décider la lapidation, soit laisser la décision aux juifs eux-mêmes ».
Pour Cyrille Moreno, la traduction par « vieux » et « vieilles » est erronée : « On doit bien évidemment entendre le terme shaykh au sens de personne honorable, sens courant qui justifie notre [traduction] : "L'homme respectable et la femme respectable". » Cette traduction serait conforme à la vision antique que seule une personne de condition honorable peut être déshonorée.
Ibn Hanbal cite un autre verset « proprement coranique » et concerne « les personnes [tayyib] qui, ayant été mariées, ne sont plus vierges, et ont quitté leur époux ou épouse » :

« L'envoyé de Dieu, lorsque descendait sur lui la révélation en éprouvait chagrin soucieux, et son visage devenait sombre. Et un jour Dieu lui envoya la révélation, et lorsqu'il fut libéré de son souci il dit : Prenez de moi! Dieu leur a donné une voie : (adultère de) tayyib avec tayyib, et de vierge avec vierge : le/la tayyib flagellation de cent (coups) et lapidation avec des pierres; le/la vierge, flagellation de cent (coups), puis exil d'un an »

Ce verset est cité par Muslim et inclus par Tabari dans son commentaire de la sourate 4 du Coran.

## Intégration au Coran?

### Des traditions anciennes
Les traditions rapportent qu'Ubay ibn Ka’b, transmetteur du texte de ce verset, aurait été l’auteur d’une version du Coran rejetée par la suite par le pouvoir califal. Cette version semble toujours attestée au Xe siècle. Ubay était secrétaire de Mahomet et plusieurs hadiths racontent que Mahomet discutait de la mise du Coran par écrit avec lui. Pour Ibn Ishaq, ce récit appartient davantage à son commentaire coranique qu’à ses écrits historiques. Selon un hadith de Muslim, ce verset aurait été mangé par une chèvre. Pour 
Mohammed-Hocine Benkheira, « les deux traditions [sunnite et chiite] sont unanimes pour considérer qu’il a existé un verset sur la lapidation de l’adultère dans la sourate 24 ». Pour les rédacteurs de ces hadiths et de ces chaînes, « la lapidation des adultères est une prescription qui émane à la fois du Coran et de la pratique du prophète et de ses premiers successeurs ».
Ces hadiths rappellent un discours d’Omar, selon lequel il aurait existé un verset coranique concernant la lapidation. Il aurait affirmé : « Dieu a envoyé Muhammad et lui a révélé le Livre ; et parmi ce qu’il lui a révélé, il y a le verset de la lapidation. Nous l’avons récité, connu et bien compris. Et l’envoyé de Dieu a lapidé, et nous avons lapidé après lui ». Ce discours est rapporté par de nombreux auteurs : Ibn Ishaq, Ibn Hanbal, Bukhari, Muslim, Tabari... Pour Prémare, ce récit pourrait être lié à la « théorisation » d’une pratique liée au besoin de se positionner face au judaïsme et au christianisme, ce passage calquant par antinomie l’épisode évangélique de la femme adultère.

### Une mise en place du corpus coranique
Pour Prémare, les hésitations coraniques quant à la peine à infliger illustre les débats des premiers temps de l’islam sur la punition de l’adultère. Au VIIIe siècle, les penseurs musulmans réfléchissent à la mise en place de la loi musulmane et à son rapport avec la loi juive. Pour Benkheiria, la réactivation d’une peine biblique, abandonnée par le judaïsme, serait une manière de se placer en tant que continuateur d’un judaïsme originel. 
Claude Gilliot étudie ce verset dans un article intitulé « Coran, fruit d'un travail collectif ? ». Pour l'auteur, cette question des versets retirés s'inscrit dans le schéma classique d'une révélation qui a besoin d’être fixée et canonisée par un groupe, en éliminant ce qui n'en fait plus partie. L'auteur rappelle que cette question est présente dans les traditions musulmanes. Selon une de ces traditions, « Qu'aucun de vous n'aille jamais dire : “J'ai appris le Coran tout entier”. Que sait-il ce qu'est en entier ? Beaucoup du Coran s'en est allé. Qu'il dise donc : “J'en ai appris ce qui en
est connu” ». Cette problématique rappelle l’ambiguïté du terme « collecte » appliqué au Coran, ce qui pour certains signifie « appris par cœur » et pour d'autres « écrit ». 
Dans sa conclusion, Prèmare dit : « le corpus coranique n’échappe pas à cette loi générale de contingence de l’écriture : jusqu’à un moment relativement tardif, les auteurs hésitent à conférer à certaines transmissions le statut de verset révélé ou celui de sunna de Muhammad ».

### Les points de vue des chercheurs
Cette intégration originelle revendiquée par la tradition au corpus coranique est reprise par d'autres chercheurs. Pour Amir Moezzi, « les deux courtes sourates « al–ḥafd » et « al–khal‘ », ayant fait partie de la recension de Ubayy b. Ka‘b [...] n’ont finalement pas été incorporées dans la version finale du Coran. Il en est de même pour quelques versets : celui de la lapidation (āyat al–rajm)... ».  
Pour Geneviève Gobillot et Michel Cuypers, « certains versets, disparus de la vulgate, ont subsisté sous forme de hadiths prophétiques, signe d'une certaine fluidité, à l'origine, entre le Coran et le hadith ». Ils donnent ainsi comme exemple le verset de la lapidation de la femme adultère
Pour Rémi Brague, « un verset existant dans le Coran peut être abrogé par un autre qui n'y figure pas ; ainsi, le verset punissant l'adultère par la flagellation est censé avoir été abrogé par un autre, non recueilli, qui la punit de lapidation ».
Pour Éric Chaumont, le verset de la lapidation est un exemple d'une des formes d'abrogation. « « La récitation » est abrogée, c'est-à-dire qu'il ne figure plus matériellement dans le Coran alors que la lapidation des fornicateurs est un statut qui reste d'actualité. »

## Comparaisons
Dans un article appelé « Un verset manquant du Coran ou réputé tel », Gilliot repère un certain nombre de traditions sur le retrait ou la perte de versets du texte coranique. Il approfondit dans celui-ci la question du verset « Si le fils d'Adam avait deux vallées de richesses, il souhaiterait que lui en fut échue une troisième ; seule la terre remplira le ventre du fils d'Adam, mais Dieu revient vers qui revient à Lui ». Pour Ibn Suddi, ce verset possède un statut similaire à celui de la lapidation.
Est rapportée par plusieurs auteurs, comme Burayda, la récitation de cet autre verset par Mahomet au cours de la prière. Pour Malik, ce verset appartenait à une sourate comparable en longueur à la sourate 9, soit 129 versets. Pour Ubay, ce verset prendrait place dans la sourate 10, à la suite du verset 24. Cet avis est aussi celui d’Ibn Hisham reprenant des traditions plus anciennes.
Ibn Abbas et Malik rappellent ce verset tout en conservant un doute sur son appartenance ou non au corpus coranique. Certaines traditions remontant à Aïcha parlent d’abrogation de ce verset. Bukhari rapporte ce verset en précisant : « Nous pensions que ces mots étaient du Coran jusqu’au jour où fut révélé ce verset : Ce qui vous occupe, c’est la préoccupation des biens ».
Pour Gilliot, « l'idée que Dieu a décidé de retirer des versets » appuie le principe d’abrogation et certaines de ces traditions d’abrogation de versets auraient pu être créées, dès les premiers temps de l’islam, dans ce but. Pour l’auteur, « la tradition musulmane voudrait ancrer l'idée que le Coran a fait l'objet d'une révélation “canalistique” [...], mais, en même temps, elle a gardé le souvenir d'une tout autre vision des choses, d’un Coran constamment remanié par Mahomet lui-même et par la première génération... ».